# Both Your Houses
Both Your Houses è un dramma di Maxwell Anderson, debuttato a New York nel 1933 e rimasto in scena per 72 repliche. Vinse il Premio Pulitzer per la drammaturgia. Facevano parte del cast originale Russell Collins, Jerome Cowan e Joseph Sweeney.
Il titolo è un riferimento a una delle ultime battute di Mercuzio in Romeo e Giulietta, "a plague on both your houses".